# Carl-Emmanuel Fisbach
Carl-Emmanuel Fisbach,  né en 1985 à Paris, est un saxophoniste classique et contemporain.

## Éléments biographiques
Né dans une famille d’artistes à la double culture franco-sud-américaine, il développe une réflexion sur le répertoire du saxophone. Outre le répertoire traditionnel qu’il interprète en soliste (avec l’Orchestre d'Auvergne, l’Orchestre du Conservatoire, l'Orchestre national de l'Équateur) et en formation de musique de chambre (Duo Denisov, Duo Azar), il est membre du réseau Futurs Composés et collabore avec de nombreux compositeurs (Yokoi, Bonilla, Matsumiya...) et ensembles (Ensemble intercontemporain, Red Note Ensemble) pour la promotion du saxophone. En 2019, il intègre l'ensemble Ars Nova, ardent défenseur d’un pluralisme esthétique et des musiques de notre temps.
Carl-Emmanuel Fisbach nourrit ses interprétations par la pratique de la transcription et de l'arrangement d'œuvres de différents courants musicaux. Son style allie une empreinte vocale à un jeu sensible et généreux. La quête de ses origines le conduit aussi vers le tango.
L'ouverture de sa démarche lui vaut de se produire dans de nombreux festivals internationaux (Flâneries musicales de Reims, Festival Archipel de Genève, saison du Shanghai Oriental Art Center, le Suntory Hall à Tokyo…).
En 2021, il crée le Festival Adolphe Sax Paris, dont il est le directeur artistique.
Professeur titulaire aux Conservatoires des 9e et 15e arrondissements de Paris et professeur invité au Conservatoire de Lima, il donne des cours publics en Europe, en Amérique du Sud et en Asie. Il a été secrétaire de l’Association Française des Saxophonistes.
Diplômé du Conservatoire de Paris, il a remporté plusieurs concours nationaux et internationaux dont le SYLFF Leadership Initiative Award de la Tokyo Foundation (2013), qui lui vaut de collaborer avec l’ONG ERART pour le développement de l’enseignement de la musique au Pérou,,,,,.

## Enregistrements, discographie
Ses enregistrements sont consacrés au répertoire hispanique et ibéro-américain, à la création pour saxophone et violoncelle, au répertoire pour saxophone et percussion.
- 2019 : Bach & Hindemith, Paraty – PIAS [9]
- 2016 : Tango Continuo, Paraty – Harmonia Mundi[10]
- 2014 : Bestiaire, Duo Denisov, Fondation Meyer[11]
- 2011 : Duo Azar, PAI Records[12]